# Scheloribates praeoccupatus
Scheloribates praeoccupatus är en kvalsterart som beskrevs av Subías 2004. Scheloribates praeoccupatus ingår i släktet Scheloribates och familjen Scheloribatidae. Inga underarter finns listade i Catalogue of Life.